# Smith-Nunatakker
Die Smith-Nunatakker sind zwei 1450 m hohe Nunatakker im westantarktischen Ellsworthland. Sie ragen 8 km nordnordöstlich des Whitmill-Nunataks im nordwestlichen Teil der Grossman-Nunatakker auf.
Der United States Geological Survey (USGS) kartierte sie anhand eigener Vermessungen und mithilfe von Luftaufnahmen der United States Navy zwischen 1961 und 1968 sowie Landsat-Satellitenbildern von 1973 bis 1974. Das Advisory Committee on Antarctic Names benannte sie 1987 nach Thomas T. Smith, Kartograf des USGS und Mitglied der Erkundungsmannschaften des Survey zur Vermessung des Byrd- und des Darwin-Gletschers im ostantarktischen Viktorialand (1978–1979).